# Ninkigal
Ninkigal fou una deïtat accadiana. Era la deessa de la terra, tant de la regió superior com del inframon, i la seva parella era Ninnazu o Ninazu. Quan agafava el nom de Ninge era només deessa de la regió del inframon, però els límits entre els dos mons eren ambigus. Ninge era la parella de Moulge, el deu de la regió del inframon.
El rei Ikunum d'Assíria va construir a la ciutat d'Assur un temple dedicat a aquesta deïtat vers el 1900 aC.